# Jižní průsmyk

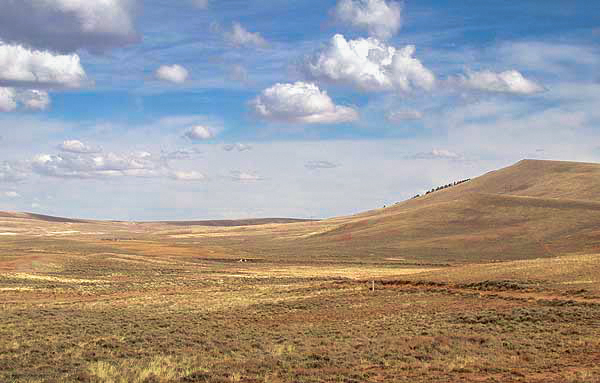
Jižní průsmyk

Jižní průsmyk, nazývaný též Jižní Wyomingský průsmyk, je jedním z nejníže položených míst (asi 2300 m n. m.) na kontinentálním rozvodí Tichého a Atlantského oceánu ve Skalistých horách ve státě Wyoming v USA. Proto právě přes něj byla zbudována Oregonská stezka, spojující řeku Missouri s pobřežím Pacifiku u dnešního města Columbia v Oregonu. Dnes jím prochází jen lokálně významná silnice 28, ale jeho významnou úlohu v osídlování Západu připomíná muzeum v městečku South Pass na východní straně průsmyku.